# Fiat 502
Fiat 502 este un automobil fabricat de constructorul italian Fiat între anii 1923 și 1926. În esență, modelul 502 prelua aceeași bază mecanică a modelului Fiat 501, dar pe un șasiu de dimensiuni mai mari, având ampatamentul mărit cu 100 mm. Astăzi, ar fi considerată o revizuire semnificativă a versiunii anterioare.
Peste 20.000 exemplare din Fiat 502 au fost produse în versiunile Berlina, Torpedo și Coupé de Ville.
A fost înlocuită de Fiat 503.

## Versiunea utilitară 502F
Camionul ușor 502 F reprezenta răspunsul constructorului torinez la cererea tot mai mare de vehicule specializate pentru nevoi precise de muncă și transport, inclusiv pentru utilizări speciale, cum ar fi ambulanțele, vehiculele pentru pompieri sau pentru serviciile poștale.
Robustețea șasiului berlina Fiat 502 de bază a permis, la fel ca și în cazul predecesorului său, Fiat 501, utilizarea sa, fără nicio modificare, pentru versiuni utilitare „camioncino” și „furgoncino” destinate unor utilizări foarte variate. La fel ca berlina, versiunea utilitară a fost înlocuită ulterior de 503F.